# Hubert van Buchell
Hubert van Buchell (ook van Buchel) (31 mei 1513 - nabij Keulen, 28 mei 1599) was een kanunnik en weldoener in de Nederlandse stad Utrecht.

## Leven en werk
Van Buchell werd in 1513 geboren als zoon van Edmond van Buchell en Judith van Zuylen van Blasenburch. Hij was kanunnik van het kapittel van Sint-Marie te Utrecht. Aan de kerk schonk hij een schilderij met de aanbidding van de koningen in de stal van Bethlehem. Van Buchell was een van de stichters van de stadsbibliotheek van Utrecht. Ook was hij de stichter van de Fundatie van Buchell, voor de armen van Utrecht. Van Buchell woonde tot 1569 in Utrecht. In dat jaar werd zijn huis door Spaanse soldaten in beslag genomen en werden hij en zijn bedienden door de soldaten gepest en geïntimideerd. Hij verliet daarop de stad Utrecht en vestigde zich in Keulen, waar hij in mei 1599, bijna 86 jaar oud, overleed. Na zijn overlijden schonk hij legaat van 9000 gulden aan de stad Utrecht ten behoeve van de armen van deze stad.
Van Buchell was een oom van de humanist Aernout van Buchel.

## Fundatie van Huybert Edmontsz. van Buchell
Van Buchell liet in zijn testament, opgesteld in 1579 en diverse malen gewijzigd, voor het laatst in 1597, vastleggen dat 100 armen van het St. Jacobskerspel te Utrecht benoemd werden tot zijn erfgenaam. Voorwaarde was dat ze getrouwd waren en meer dan één kind hadden. Wekelijks kregen zij, voorafgaande aan de preek op zondag, een gift van zeven stuivers. De fundatie werd beheerd door twee burgemeesters, twee schepenen, de pastoor en een rentmeester. In de loop der tijd werd de beheersvorm aangepast.

## Bibliotheek van Utrecht
Met het legaat van Van Buchell kon de stadsbibliotheek van Utrecht met circa 2.000 banden worden uitgebreid. Bij de aanschaf van de collectie kwam de nadruk te liggen op werken van reformatorische theologen. De stadsbibliotheek ontwikkelde zich tot de huidige Universiteitsbibliotheek van Utrecht.